# (153814) 2001 WN5
2001 دابليو أن 5 (ويعرف أيضًا باسم (153814) 2001 دابليو أن 5 وفق تسمية الكوكب الصغير) (بالإنجليزية: 2001 WN5)‏ هو كويكب ضمن حزام الكويكبات؛ وترتيبه 153814 من حيث الاكتشاف.
اكتُشف هذا الجُرم الفلكي بواسطة مرصد لويل للبحث عن الأجرام القريبة من الأرض في 20 نوفمبر 2001.

## وصلات خارجية
- (153814) 2001 WN5 في قاعدة بيانات مختبر الدفع النفاث لأجرام النظام الشمسي الصغيرة

- الاكتشاف · مخطط المدار ·  العناصر المدارية · المعلمات المادية

- (153814) 2001 WN5 على موقع ويكي سكاي: DSS2, SDSS, GALEX, IRAS, Hydrogen α, X-Ray, Astrophoto, Sky Map, Articles and images